# Netværket DHI
Netværket DHI (Den Helhedsorienterede Indsats) er et landsdækkende netværk, der består af private og offentlige virksomheder, faglige organisationer, erhvervsuddannelsessteder, skoler, opholdssteder og andre organisationer, der arbejder med unge med særlige behov i uddannelse og arbejde. Netværket er en del af foreningsfællesskabet Ligeværd. DHI arbejder helhedsorienteret, dvs. at deres udgangspunkt er de unges personlige, sociale og faglige kompetencer, med fokus på job, uddannelse, bolig og fritid. Netværket er evalueret af Aarhus Universitet med særligt henblik på kortlægning af de organisatoriske, strukturelle og pædagogiske forhold, som fremmer barrierenedbrydning hhv. bribygning for unge med særlige behov..
Netværket havde i 2014 omtrent 60 medlemmer. DHI har sekretariat i Aarhus.

## Formål
Netværket DHI fokuserer på at udvikle pædagogiske og socialfaglige metoder, der er rettet mod unge, der er udfordret fagligt og personligt i forhold til at gennemføre en ungdomsuddannelse. Dette omfatter også unge med særlige psykiske problemstillinger. 
DHI arbejder med at skabe netværk om et mere rummeligt arbejdsmarked, hvor virksomhedens behov og ønsker for kompetencer matches målgruppens muligheder og ønsker.
DHI arbejder for erfarings – og videndeling bl.a. ved afholdelse af konferencer, seminarer og temamøder med fagligt, specifikt målrettet og mere alment indhold for særlige og bredere grupper. DHI´s deltagelse i Erasmus+ projektet forventes at give erfaringer angående metoder og styrkede uddannelsesmiljøer for målgrupperne.
DHI sætter fokus på socialøkonomiske virksomheder, som uddannelses- og arbejdspladser for unge med særlige læringsbehov, for herigennem at fremme muligheder for unges uddannelse og beskæftigelse. Undervisning og beskæftigelse med udgangspunkt i praksis er i fokus.

## Eksterne links
- Officiel hjemmeside Arkiveret 2. marts 2016 hos  Wayback Machine